# Stazione di Villarosa
La stazione di Villarosa è una stazione ferroviaria posta al Km 141+060 della ferrovia Palermo-Catania.

## Storia
La stazione di Villarosa venne costruita nell'ambito del progetto di costruzione di ferrovie messo in atto  prima dalla Società Vittorio Emanuele e proseguito con la Società per le Strade Ferrate della Sicilia, detta anche "Rete Sicula". Faceva infatti parte della strada ferrata che connetteva Palermo, Agrigento e le stazioni interne della Sicilia con Catania e Messina e soprattutto con il porto di Catania necessario per le zone  zolfifere dell'area centro-orientale dell'Isola. 
La stazione venne costruita in una vallata, in prossimità di Villarosa, e venne inaugurata il 1º febbraio 1876 in concomitanza con l'apertura all'esercizio della tratta ferroviaria Pirato-Villarosa che la collegava con la Stazione di Enna e il successivo 1º marzo venne collegata alla stazione di S.Caterina Xirbi, divenuta in seguito Stazione di Caltanissetta Xirbi.
Posta lungo la tratta ferroviaria Catania-Palermo tra Enna e Caltanissetta, la stazione, ha avuto un ruolo importantissimo durante le epoche dello sfruttamento minerario delle diverse miniere del comprensorio villarosano (Gaspa-La Torre, Pagliarello, Santo Padre, Garciulla tra le più grandi). Qui arrivava infatti una linea mineraria Sikelia a scartamento ridotto che serviva la miniera di Gaspa La Torre e Respica e venivano caricati i carri ferroviari per il trasporto del minerale inoltrati poi con pesanti treni merci verso Catania.
La stazione, di fermata per tutte le categorie di treni fino a tempi recenti, era  anche il luogo dove venivano aggiunte le locomotive a vapore di spinta, in coda ai treni merci e viaggiatori più pesanti, per poter affrontare la dura rampa del 32 per mille che portava alla stazione di Enna. Pur decaduta nel traffico merci dopo la chiusura delle miniere di zolfo mantenne la sua utilità durante l'ondata migratoria degli anni cinquanta e sessanta  successiva alla chiusura delle miniere stesse, a causa della quale Villarosa ebbe un fortissimo calo demografico con un vero e proprio esodo di lavoratori verso le miniere di carbone del Belgio.
Con la realizzazione della seconda fase del progetto della ferrovia ad alta capacità Palermo-Catania è prevista la sua trasformazione in posto di movimento sulla linea storica e la realizzazione di una nuova stazione ferroviaria sulla nuova linea.

## Caratteristiche
L'edificio di stazione non  grande e di classica forma ottocentesca è posto a nord della linea ferrata; si compone di un corpo centrale più elevato con due laterali più bassi costruiti in muratura ordinaria con uso di pietra calcarea e intonacatura in colorazione chiara ben intonata all'ambiente circostante.
Il fascio binari comprendeva un primo binario di transito e due binari di precedenza, per servizio viaggiatori e merci. Vari binari tronchi, per servizio merci, si trovano sul lato ovest della stazione, mentre a sud est si trovano alcuni binari di servizio, una piattaforma girevole per le locomotive a vapore di spinta, un grosso serbatoio di acqua dalla forma particolare.
Nel 2019 la stazione ha subito lavori di restyling con la costruzione del sottopasso e l'innalzamento dei marciapiedi a servizio dei due binari di circolazione rimasti.

## Interscambio
Un servizio di autobus collega la stazione alla cittadina di Villarosa.

## Servizi
- Biglietteria automatica
- Bar
- Sottopassaggio pedonale

## Museo
La contrazione del traffico ferroviario degli ultimi decenni avrebbe portato alla chiusura della stazione e al suo impresenziamento se l'iniziativa lungimirante del locale capostazione non avesse rivitalizzato il centro ferroviario mediante la creazione di un museo etnografico ospitato all'interno di alcuni vagoni destinati altrimenti alla demolizione. La stazione è così divenuta oggetto di visite, di gite scolastiche e di semplice curiosità che ha attivato un discreto afflusso di turisti.
Sono visitabili due cisterne per l’acqua, un carro pianale che serviva per il trasporto di carri armati, un quadriciclo a pedale per ispezionare i binari. Inoltre si trovano: telegrafo, lanterne, orologi, trombe ecc.